# Panemeria policula
Panemeria policula är en fjärilsart som beskrevs av Lang 1789. Panemeria policula ingår i släktet Panemeria och familjen nattflyn. Inga underarter finns listade i Catalogue of Life.